# Auwers-Skita-Regel
Die Auwers-Skita-Regel ist in der Chemie eine historisch interessante, aber heute durch alternative physikalisch-chemische Messungen (Spektroskopie) weitestgehend in Vergessenheit geratene Regel, benannt nach Karl Friedrich von Auwers (1863–1939) und Aladar Skita (1876–1953).
Die Auwers-Skita-Regel ist eine empirische Regel über den Zusammenhang zwischen den physikalischen Eigenschaften cis-trans-isomerer Verbindungen und ihrem räumlichen Aufbau. 
Die Regel ist anwendbar auf viele Epimere, die sich nicht im Dipolmoment unterscheiden. Demnach hat das Isomer mit einem geringeren molekularem Volumen höhere physikalische Konstanten. Moleküle höherer Enthalpie haben einen niedrigeren Schmelzpunkt. Bei cis- und trans-Isomeren, hat demnach die cis-Verbindung eine höhere Dichte und einen höheren Brechungsindex. Die trans-Form einen cis-trans-Stereoisomerenpaares  hat eine niedrigere Dichte, einen niedrigeren Siedepunkt und einen niedrigeren Brechungsindex. Die Auwers–Skita-Regel ist auch auf Konformere anwendbar. Das Konformer mit höherer Enthalpie hat ein geringeres Molekülvolumen. 
In einer von H. van Bekkum abgewandelten Variante ist die Auwers-Skita-Regel neben den modernen Analysenverfahren ein brauchbares Mittel zur Konfigurationsbestimmung von cis- und trans-isomeren Aminen.